# Isochromodes plana
Isochromodes plana là một loài bướm đêm trong họ Geometridae.